# Franciszek Faix
Franciszek Józef Faix (ur. 9 marca 1896 w Gródku, zm. 27 kwietnia 1953 we Wrocławiu) – pułkownik piechoty Wojska Polskiego i Armii Krajowej, kawaler Orderu Virtuti Militari.

## Życiorys
Urodził się w rodzinie Karola i Marii z d. Schmidt .
23 października 1920 został zatwierdzony z dniem 1 kwietnia 1920 w stopniu kapitana, w piechocie, w grupie oficerów byłych Legionów Polskich. Pełnił wówczas służbę w 2 Pułku Piechoty Legionów.
12 kwietnia 1927 został mianowany na stopień majora ze starszeństwem z 1 stycznia 1927 i 4. lokatą w korpusie oficerów piechoty. W maju tego roku został wyznaczony na stanowisko dowódcy I batalionu 2 pp Leg. w Staszowie. W kwietniu 1928 został przeniesiony do 15 Pułku Piechoty w Dęblinie na stanowisko dowódcy I batalionu. W marcu 1931 został przesunięty na stanowisko kwatermistrza. W kwietniu 1934 ponownie przesunięty na stanowisko dowódcy batalionu. Na stopień podpułkownika został mianowany ze starszeństwem z 19 marca 1938 i 3. lokatą w korpusie oficerów piechoty. Od 14 grudnia 1938 do sierpnia 1939 pełnił służbę na stanowisku I zastępcy dowódcy 42 Pułku Piechoty w Białymstoku.
20 lipca 1943 przybył do obozu koncentracyjnego Auschwitz, w którym figurował jako „Bolesław Limanowski”, rzeźbiarz, numer więźniarski „130377”. 6 lipca 1944 zbiegł z obozu i wrócił do Krakowa.

## Ordery i odznaczenia
- Krzyż Złoty Orderu Wojskowego Virtuti Militari[2]
- Krzyż Srebrny Orderu Wojskowego Virtuti Militari nr 7001 (17 maja 1922)[12]
- Krzyż Niepodległości (2 sierpnia 1931)[13]
- Krzyż Walecznych (trzykrotnie) „za czyny męstwa i odwagi wykazane w bojach toczonych w latach 1918–1921”[14]
- Złoty Krzyż Zasługi (19 marca 1936)[15]
- Medal Pamiątkowy za Wojnę 1918–1921[2]
- Medal Dziesięciolecia Odzyskanej Niepodległości[2]
- Medal Pamiątkowy Wielkiej Wojny (Francja)[2]